# Эволюционная устойчивость
Эволюционная устойчивость (также называемая биологической или генетической устойчивостью ) — в эволюционной биологии сохранение определенной характеристики или признака в системе при возмущениях или условиях неопределенности. Устойчивость в развитии известна как канализация. В зависимости от типа возмущения устойчивость можно разделить на мутационную, экологическую, рекомбинационную или поведенческую устойчивость . Устойчивость достигается за счет сочетания многих генетических и молекулярных механизмов и может развиваться путем прямого или косвенного отбора. Было разработано несколько модельных систем для экспериментального изучения устойчивости и ее эволюционных последствий.

Сеть генотипов, связанных мутациями. Каждый генотип состоит из трех генов : a, b и c. Каждый ген может быть одним из двух аллелей. Линии связывают разные фенотипы путем мутации. Фенотип обозначается цветом. Генотипы abc, Abc, aBc и abC лежат в нейтральной сети, поскольку все они имеют одинаковый темный фенотип. Генотип abc устойчив, поскольку любая отдельная мутация сохраняет тот же фенотип. Другие генотипы менее устойчивы, поскольку мутации изменяют фенотип (например, ABc).

## Классификация

### Мутационная устойчивость
Мутационная устойчивость (также называемая устойчивостью к мутациям) описывает степень, в которой фенотип организма остается постоянным, несмотря на мутацию. Устойчивость можно измерить эмпирически для нескольких геномов и отдельных генов вызывая мутации и измеряя, какая часть мутантов сохраняет тот же фенотип, функцию или приспособленность. В более общем смысле устойчивость соответствует нейтральной полосе в распределении эффектов приспособленности мутации (т.е. частот различной приспособленности мутантов). Белки, исследованные до сих пор, показали толерантность к мутациям примерно в 66% (т.е. две трети мутаций нейтральны).
И наоборот, измеренная мутационная устойчивость организмов широко варьируется. Например, >95% точковых мутаций у C. elegans не оказывают заметного эффекта и даже 90%  нокаутов одного гена у E. coli не летальны. Однако вирусы переносят только 20–40% мутаций и, следовательно, гораздо более чувствительны к таковым.

### Устойчивость к стохастичности
Биологические процессы на молекулярном уровне по своей сути стохастичны. Они возникают в результате комбинации случайных событий, происходящих с учетом физико-химических свойств молекул. Например, экспрессия генов по своей сути является шумной. Это означает, что две клетки, находящиеся в совершенно одинаковых регуляторных состояниях, будут иметь различное содержание мРНК. Логнормальное распределение содержания мРНК на уровне клеточной популяции следует непосредственно из применения центральной предельной теоремы к многоступенчатому характеру регуляции экспрессии генов.

### Экологическая устойчивость
В различных условиях идеальная адаптация к одним условиям может происходить за счет адаптации к другим. Следовательно, общее давление отбора на организм представляет собой средний отбор во всех средах, взвешенный по проценту времени, проведенного в этой среде. Таким образом, изменчивая среда может выбирать устойчивость окружающей среды, когда организмы могут функционировать в широком диапазоне условий с небольшими изменениями в фенотипе или приспособленности (биологии). Некоторые организмы демонстрируют адаптацию, способную переносить большие изменения температуры, наличия воды, солености или наличия пищи. Растения, в частности, неспособны двигаться при изменении окружающей среды и поэтому демонстрируют целый ряд механизмов достижения экологической устойчивости.  Белки демонстрируют толерантность к широкому диапазону растворителей, концентраций ионов или температур.

## Генетические, молекулярные и клеточные причины

Основная эукариотическая метаболическая сеть. Круги обозначают метаболиты, а линии обозначают превращения ферментами. Многие метаболиты могут вырабатываться более чем одним путем, поэтому организм устойчив к потере некоторых метаболических ферментов.

Геномы мутируют из-за загрязненности окружающей среды и несовершенной репликации, но при этом проявляют замечательную толерантность. Это происходит из-за надежности на многих разных уровнях.

### Мутационная устойчивость организма
Существует множество механизмов, обеспечивающих устойчивость генома. Например, генетическая избыточность снижает эффект мутаций в любой копии многокопийного гена. Кроме того, поток через метаболический путь обычно ограничен лишь несколькими этапами, а это означает, что изменения в функции многих ферментов мало влияют на приспособляемость. Точно так же метаболические сети имеют множество альтернативных путей для производства многих ключевых метаболитов.

### Мутационная устойчивость белков
Толерантность к мутациям белка является результатом двух основных особенностей: структуры генетического кода и структурной устойчивости белка. Белки устойчивы к мутациям, поскольку многие последовательности могут образовывать очень похожие структурные складки. Белок принимает ограниченный ансамбль нативных конформаций, поскольку эти конформеры имеют более низкую энергию, чем развернутые и неправильно свернутые состояния (ΔΔG сворачивания). Это достигается за счет распределенной внутренней сети кооперативных взаимодействий (гидрофобных, полярных и ковалентных). Структурная устойчивость белка обусловлена тем, что несколько одиночных мутаций оказываются достаточно разрушительными, чтобы поставить под угрозу функцию. Белки также эволюционировали, чтобы избежать агрегации  поскольку частично свернутые белки могут объединяться с образованием крупных повторяющихся нерастворимых белковых фибрилл и масс. Имеются доказательства того, что белки демонстрируют негативные конструктивные особенности, позволяющие уменьшить воздействие склонных к агрегации мотивов бета-листов в их структурах. Кроме того, есть некоторые свидетельства того, что сам генетический код может быть оптимизирован таким образом, что большинство точковых мутаций приводят к образованию сходных аминокислот . Вместе эти факторы создают распределение эффектов приспособленности мутаций, которое содержит высокую долю нейтральных и почти нейтральных мутаций.

### Устойчивость экспрессии генов
Во время эмбрионального развития экспрессия генов должна строго контролироваться во времени и пространстве, чтобы дать начало полностью функциональным органам. Поэтому развивающиеся организмы должны иметь дело со случайными возмущениями, возникающими в результате стохастичности экспрессии генов. У билатерий устойчивость экспрессии генов может быть достигнута за счет избыточности энхансеров. Это происходит, когда экспрессия гена находится под контролем нескольких энхансеров, кодирующих одну и ту же регуляторную логику (т.е. отображающих сайты связывания для одного и того же набора факторов транскрипции). У Drosophila melanogaster такие избыточные энхансеры часто называют теневыми энхансерами.

### Устойчивость паттернов развития
Механизмы формирования паттерна, подобные описанным моделью французского флага, (трнехцветного ) могут быть нарушены на многих уровнях (производство и стохастичность диффузии морфогена, производство рецептора, стохастичность сигнального каскада и т. д.). Таким образом, формирование паттернов по своей сути является шумным. Поэтому устойчивость к этому шуму и генетическим возмущениям необходима для обеспечения того, чтобы клетки точно измеряли позиционную информацию. Исследования нервной трубки рыбок данио и передне-заднего паттерна показали, что шумная передача сигналов приводит к несовершенной дифференцировке клеток, которая позже корректируется трансдифференцировкой, миграцией или гибелью смещенных клеток.
Кроме того, было продемонстрировано, что  важную роль в устойчивости к генетическим возмущениям играет структура (или топология) сигнальных путей . Самоусиливающаяся деградация уже давно является примером устойчивости в системной биологии.  Сходным образом, устойчивость дорсовентрального паттерна у многих видов возникает благодаря сбалансированным механизмам челночной деградации, участвующим в передаче сигналов BMP.

## Эволюционные последствия
Поскольку организмы постоянно подвергаются генетическим и негенетическим изменениям, устойчивость важна для обеспечения стабильности фенотипов. Кроме того, при балансе мутаций и отбора мутационная устойчивость может способствовать накоплению в популяции загадочных генетических вариаций. Хотя эти генетические различия фенотипически нейтральны в стабильной среде, они могут проявляться как различия в признаках, зависящие от окружающей среды (см. Эволюционную емкость), что позволяет выражать большее количество наследственных фенотипов в популяциях, подвергающихся воздействию изменяющейся среды.
Быть устойчивым может быть даже предпочтительнее в ущерб общей приспособленности как эволюционно стабильной стратегии (также называемой выживанием самого плоского survival of the flattest). Высокий, но узкий пик фитнес-ландшафта обеспечивает высокую приспособленность, но низкую устойчивость, поскольку большинство мутаций приводят к массовой потере приспособленности. Высокая частота мутаций может способствовать популяциям с более низкими, но более широкими пиками приспособленности. Более критические биологические системы также могут иметь больший отбор по устойчивости, поскольку снижение функций более вредно для приспособленности. Считается, что мутационная устойчивость является одним из факторов теоретического формирования вирусных квазивидов.

### Возникающая мутационная устойчивость
Естественный отбор может прямо или косвенно влиять на устойчивость. Когда уровень мутаций высок, а размеры популяций велики, предполагается, что популяции будут перемещаться в более плотно связанные области нейтральной сети, поскольку менее устойчивые варианты имеют меньше выживших мутантных потомков. Условия, при которых отбор может таким образом напрямую увеличивать мутационную устойчивость, являются ограничительными, и поэтому считается, что такой отбор ограничивается лишь несколькими вирусами и микробами, имеющими большие размеры популяций и высокую частоту мутаций. Такая возникающая устойчивость наблюдалась в экспериментальной эволюции цитохрома P450 и B-лактамазы.  И наоборот, мутационная устойчивость может развиваться как побочный продукт естественного отбора на устойчивость к воздействиям окружающей среды.

### Устойчивость и возможность развития
Считалось, что мутационная устойчивость оказывает негативное влияние на эволюционность, поскольку она снижает мутационную доступность различных наследственных фенотипов для одного генотипа и уменьшает селективные различия внутри генетически разнообразной популяции. Однако, как ни странно, была выдвинута гипотеза, что фенотипическая устойчивость к мутациям может фактически увеличить темп наследственной фенотипической адаптации, если рассматривать ее в течение более длительных периодов времени .
Одна из гипотез о том, как устойчивость способствует эволюции в бесполых популяциях, заключается в том, что связанные сети фитнес-нейтральных генотипов приводят к мутационной устойчивости, которая, хотя и снижает доступность новых наследственных фенотипов в короткие сроки, в течение более длительных периодов времени, нейтральные мутации и генетический дрейф приводят к тому, что популяция становится распределены по более крупной нейтральной сети в пространстве генотипов.  Это генетическое разнообразие дает популяции мутационный доступ к большему числу различных наследуемых фенотипов, которые могут быть достигнуты из разных точек нейтральной сети.  Однако этот механизм может быть ограничен фенотипами, зависящими от одного генетического локуса; что касается полигенных признаков, генетическое разнообразие в бесполых популяциях существенно не увеличивает эволюционность.
В случае белков устойчивость способствует эволюции в виде избыточной свободной энергии сворачивания. Поскольку большинство мутаций снижают стабильность, избыток свободной энергии сворачивания обеспечивает толерантность к мутациям, которые полезны для активности, но в противном случае дестабилизировали бы белок.
В половых популяциях устойчивость приводит к накоплению загадочных генетических вариаций с высоким эволюционным потенциалом.
Когда устойчивость обратима способность к развитию может быть высокой, при этом эволюционная емкость позволяет переключаться между высокой устойчивостью в большинстве обстоятельств и низкой устойчивостью во время стресса.

## Этический аспект
Возможность редактировать геномы, чтобы укрепить свое здоровье приводит к возникновению ряда этических проблем. Так, возникает вопрос, не расколется ли общество на генетически усовершенствованных людей и на тех, кому придется смириться с наследственностью? Эти вопросы не менее важны, чем прочие этические и философские проблемы.